# Tomaool sapatrok
Tomaool sapatrok是台灣阿美族神話中的露水之神。

## 概要
Tomaool sapatrok是神族系譜中的第五代神祇，他的父親是Honahona no sapatrok、母親是Sahpia，祖父則Lopalangau，妻子Saisajau sapatrok:109。在大洪水前為族人種植小米、稻米、芋頭、地瓜等作物，使露水作用於農作物。